# Christer Johansson (skidåkare)
Christer Johansson, född 11 november 1950 i Bjurholm, är en svensk före detta skidåkare som deltog för Sverige i längdskidåkning vid olympiska vinterspelen 1976. Han driver numera Älgens Hus tillsammans med sin fru.
Vid vinter-OS 1976 slutade han tillsammans med Benny Södergren, Thomas Wassberg och Sven-Åke Lundbäck på en fjärdeplats i 4 x 10 kilometer stafett. Johansson slutade även på 21:a plats på 30 kilometer. 
Vid VM i Lahtis 1978 var han med och tog VM-guld för Sverige i stafetten.